# Юст (остров)
Юст (устар. Юист) — остров в Германии, входящий в состав Восточно-Фризских островов. В административном плане имеет статус единой общины в земле Нижняя Саксония.
Входит в состав района Аурих. Население составляет 1700 человек (на 31 декабря 2010 года). Занимает площадь 16,43 км².
Коммуна подразделяется на 2 сельских округа.

## История
В XVII и XVIII веках Юст был разрезан на две части штормовым приливом (см. Наводнение Святого Петра (1651)). Около 1770 году люди начали засыпать 2-х километровый размыв с южной стороны, создавая искусственную дюну. Совсем недавно, в 1928 году северная сторона так же была восстановлена. К этому времени, вода в озере Hammersee возвратилась к пресному виду.

## Население
| Год  | Численность | Численность |
| ---- | ----------- | ----------- |
| 1990 | 1431        |             |
| 1995 | 1631        |             |
| 2000 | 1710        |             |
| 2005 | 1801        |             |
| 2010 | 1700        |             |
| 2014 | 1589        |             |
| 2015 | 1596        | [ 6 ]       |
| 2016 | 1571        | [ 7 ]       |
| 2017 | 1522        | [ 1 ]       |
| 2019 | 1515        | [ 8 ]       |
| 2020 | 1534        | [ 9 ]       |
| 2021 | 1515        | [ 10 ]      |
| 2022 | 1552        | [ 11 ]      |
| 2023 | 1542        | [ 2 ]       |

## Транспорт
Остров официально считается свободным от автомобилей. Все внутренние перевозки осуществляются на конных повозках.
Исключение сделано только для автомобилей пожарной службы, скорой помощи, микроавтобуса местного молодежного центра, тракторов и строительной техники. Местная почта использует электрокар.
С 1898 по 1982 на острове существовала островная железная дорога, перевозившая пассажиров от порта к центру острова. После строительства с 1979 по 1981 нового локального порта, началось постепенно сворачивание железной дороги. После 1982 она использовалась только для перевозки полезных ископаемых.
На Юсте существует аэродром, который связан местным воздушным сообщением с приморским городом Норддайх.

## Фотографии

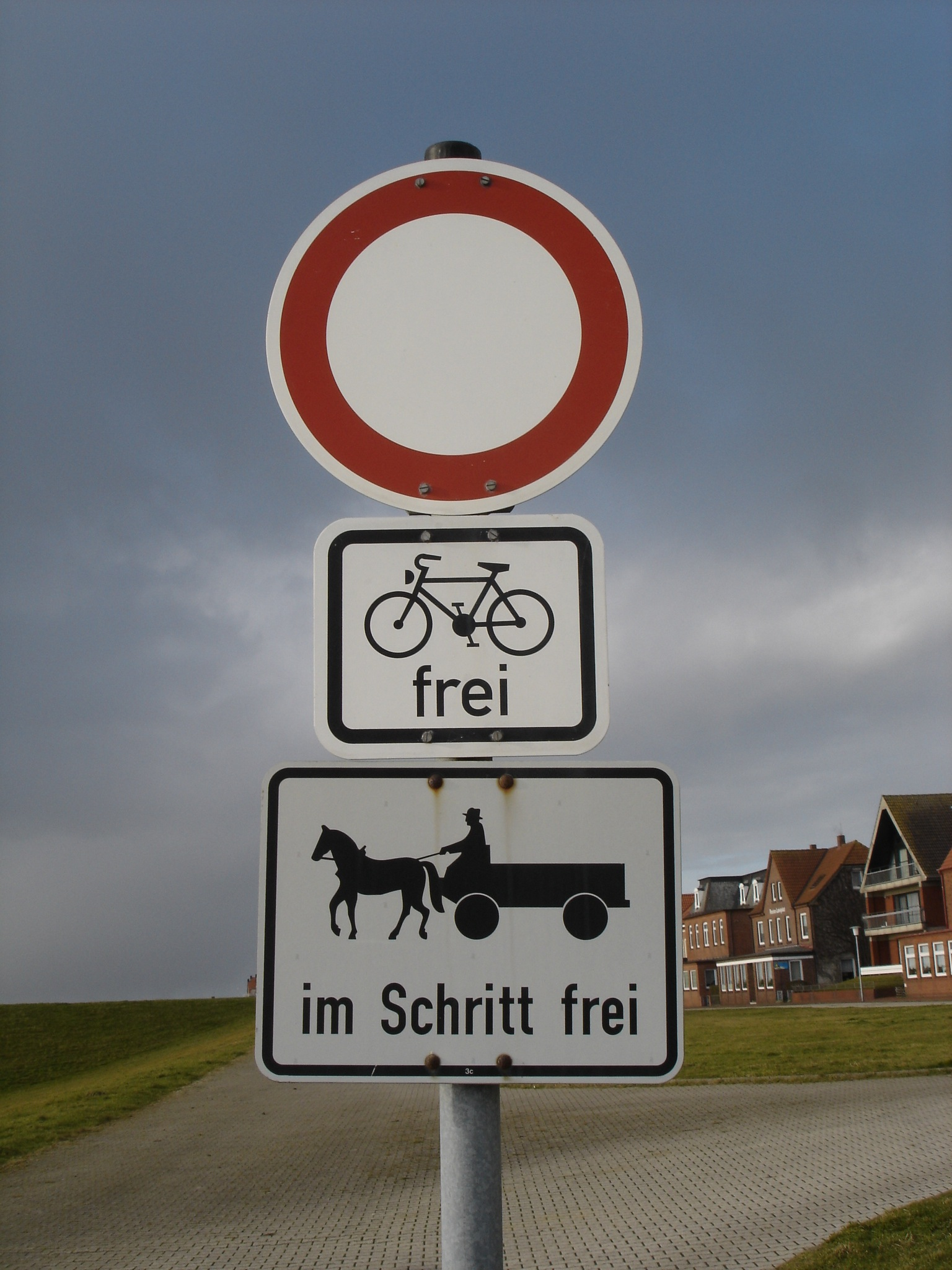
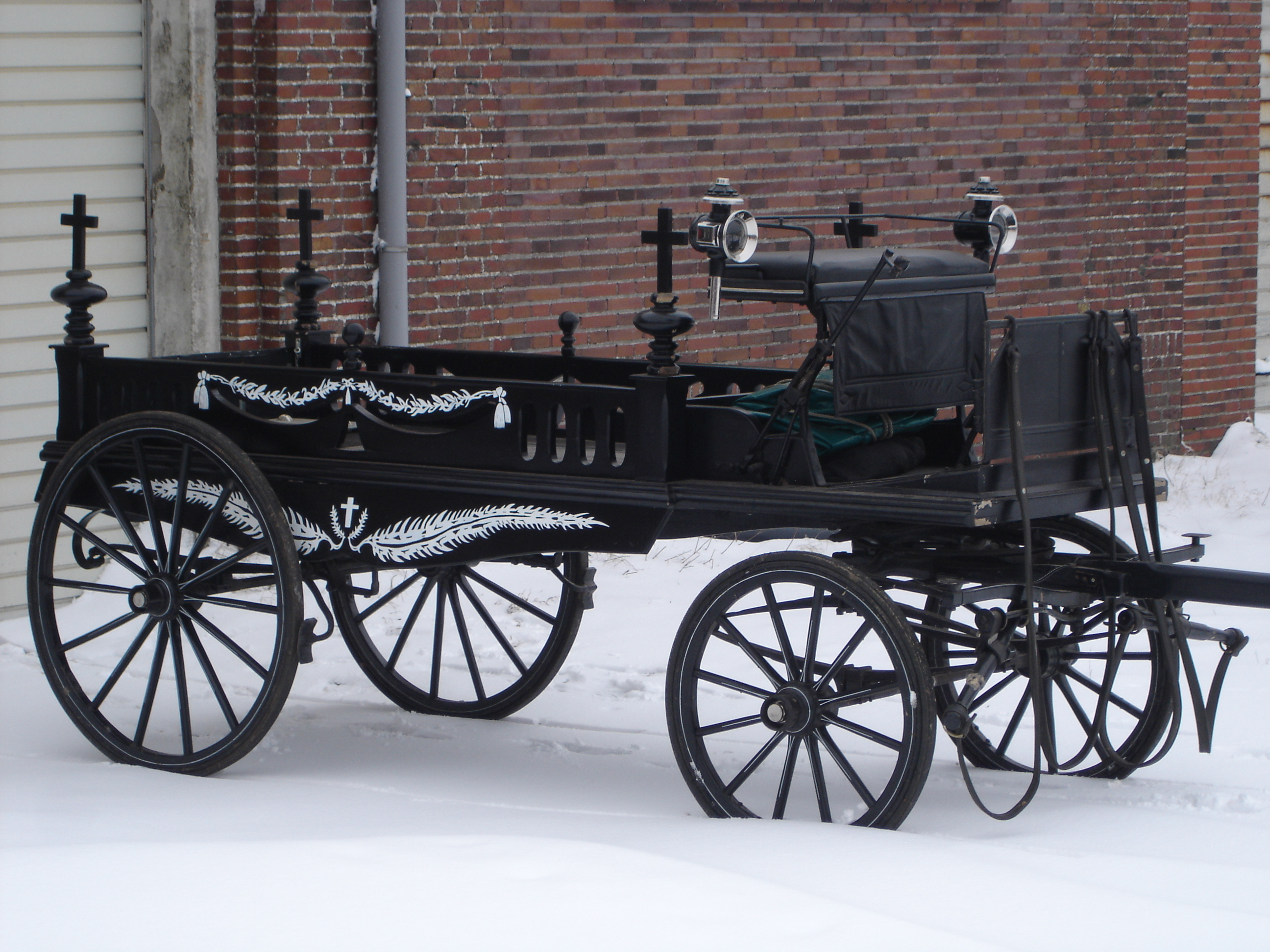
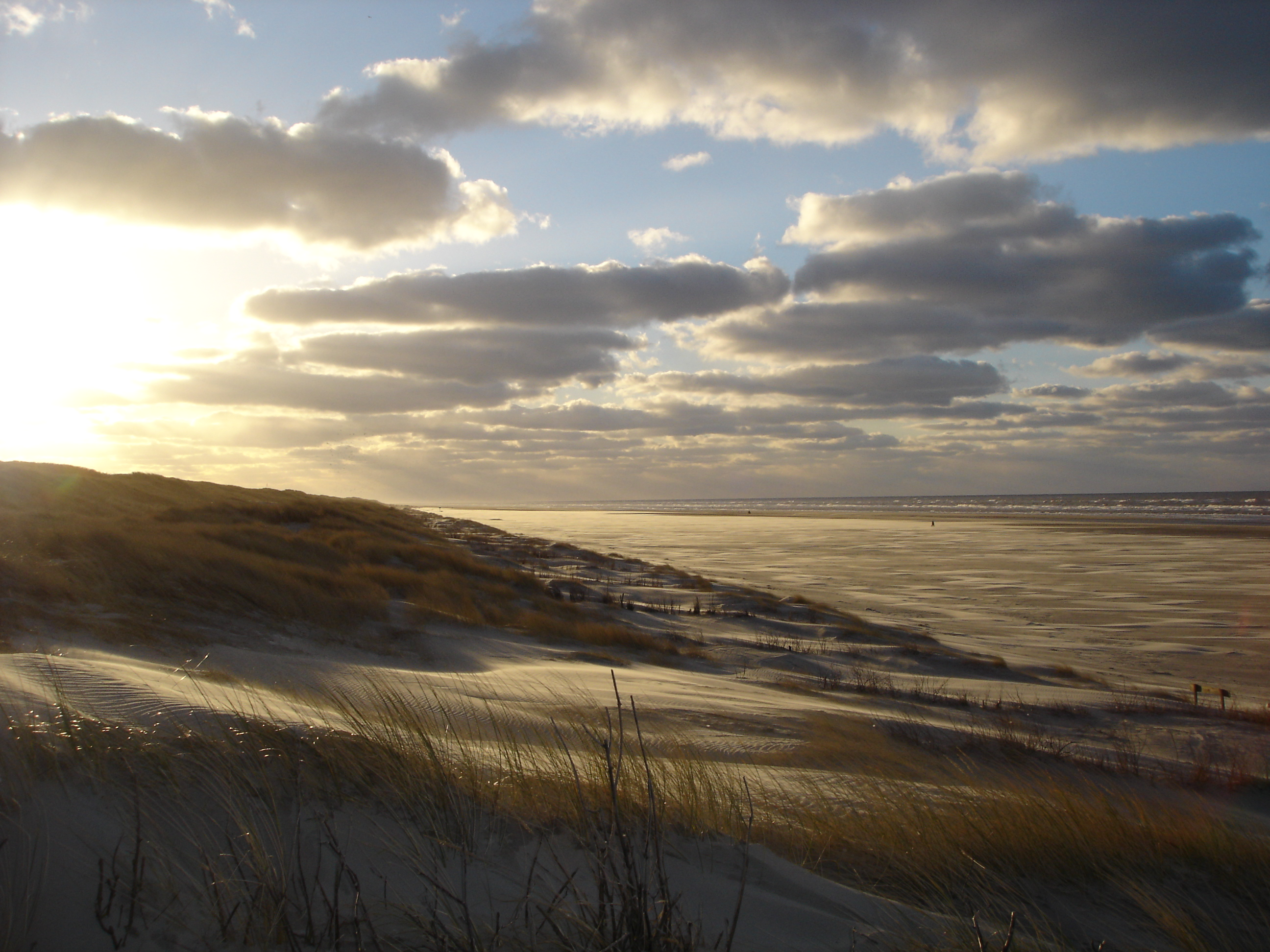